# Pollarada
Las Pollaradas, Corridas de pollos o Carreras de pollos, son carreras populares pedrestes celebradas en Aragón que inicialmente tenían como premio para el ganador varios de estos animales. Se disputan tradicionalmente como un acto deportivo de las fiestas mayores de algunos pueblos y a veces incluso en las fiestas menores. Están rodeadas de colorido y música, que acompaña continuamente a los mejores corredores locales y forasteros. Se realizan con distancias y circuitos variables, siendo paso obligado la casa consistorial desde cuyo balcón las autoridades y las reinas de la fiesta observan su paso, pudiendo ser un recorrido por los alrededores de una localidad, recorriendo la misma por dentro o incluso dando vueltas a una plaza ofreciendo premios menores a través de metas volantes.